# Alexander von Padberg
Peter Adam Alexander August (von) Padberg (Adelsstand seit 1876; * 18. Dezember 1832 in Münster; † 27. September 1912 in Hildesheim) war ein preußischer Regierungsrat in Magdeburg und Autor.

## Leben
Der Vater Adam Gottfried Karl Padberg (1796–1866) stammte aus Küstelberg, die Mutter war Marie Luise Busch (1798–1863). Der Bruder Gustav (1837–1891) wurde Oberhofmarschall in Coburg und ebenfalls geadelt.
Alexander Padberg wurde Oberleutnant in der preußischen Armee und absolvierte eine Ausbildung zum Juristen. 1861 war er Regierungsreferendar und publizierte zwei Werke zur Verfassung in preußischen Provinzen. Spätestens 1874 war Padberg königlich-preußischer Regierungsrat in Magdeburg. Am 11. Januar 1876 wurde er in den preußischen Adelsstand erhoben.
Alexander von Padberg war dreimal verheiratet und hatte vierzehn Kinder.
1. Ehe am 12. Oktober 1865 in Münster mit Sophie Toutual, geboren am 15. Oktober 1835 in Münster, gestorben am 15. Dezember 1869 in Magdeburg, Tochter von Kaspar Toutual und Amalia Goesen.
2. Ehe am 9. September 1871 in Magdeburg mit Wilhelmine Nelz, geboren am 2. März 1844 in Dingelstedt, gestorben am 23. September 1872 in Magdeburg.
3. Ehe am 15. Juli 1876, kirchliche Trauung am 18. Juli 1876 in Schloß Rhede bei Bocholt mit Olga Maria, Prinzessin zu Salm Salm, geboren am 25. September 1854 in Rhede, gestorben am 11. August 1903 in Ems, Tochter von Emil, Prinz von Salm Salm und Agnes von Issing.

## Publikationen
Alexander von Padberg veröffentlichte die Schriften
- als Herausgeber und Überarbeiter:  August von Haxthausen: Die ländliche Verfassung in den Provinzen Ost- und West-Preussen (Die ländliche Verfassung in den einzelnen Provinzen der preußischen Monarchie. Band 1), Königsberg, 1861 (nach Text von 1839), Digitalisat

- als Verfasser: Die ländliche Verfassung in der Provinz Pommern (Die ländliche Verfassung in den Provinzen der preußischen Monarchie. Band 2), Stettin 1861
- Die Volksschule im Verhältnis zu Kirche und Staat, 1869
- Haussprüche und Inschriften in Deutschland, Österreich und der Schweiz, 1895, Neudruck 2016 Digitalisat
- Hundert Räthsel, Frankfurt a. O. 1895, Neudruck 2019 Digitalisat
- Weib und Mann, Versuche über Entstehung, Wesen und Wert, 1897